# Девід Таулесс
Девід Джеймс Таулесс (англ. David James Thouless; 21 вересня 1934 — 6 квітня 2019) — британський фізик, що працював у США, спеціаліст із теорії конденсованих середовищ, лауреат Нобелівської премії за 2016 рік разом із Данканом Галдейном та Джоном Костерліцом з формулюванням: «за теоретичне відкриття топологічних фазових переходів та топологічних фаз речовини».

## Біографія
Таулесс здобув ступінь бакалавра в Кембриджському університеті й ступінь доктора філософії в Корнельському університеті, де його науковим керівником був Ганс Бете. Він працював у Берклі, потім, між 1965 та 1978, у Бірмінгемському університеті, де виконав своє найвідоміше дослідження (передбачення переходу Костерліца-Таулесса) разом із Костерліцом. З 1980 року він працює в Університеті Вашингтону в Сієтлі.
У полі наукових інтересів Таулесса дослідження систем електронів та нуклонів, вивчення надпровідності та колективних збуджень атомного ядра.
Він є членом Королівського наукового товариства, Американського фізичного товариства, Американської академії мистецтв і наук та Національної академії наук США.